# Steinbienen
Die Steinbienen (Lithurgus) sind eine Gattung aus der Familie der Megachilidae, also Bauchsammler. Die Gattung ist weltweit mit 26 Arten vertreten, in der Paläarktis gibt es 7 Arten, aus Deutschland, Österreich und der Schweiz sind insgesamt nur zwei Arten bekannt. Die Gattung hat sehr viele Arten in Australien.

## Merkmale
Steinbienen sind ca. 8 bis 19 mm lang, der Hinterleib ist etwas abgeflacht und hat meistens Haarbinden. Im Habitus sind Steinbienen ähnlich wie Blattschneiderbienen (Megachile). Weibchen haben Höcker an der Stirn, Männchen ein dornenartig ausgezogenes Endsegment.

## Verhalten
Steinbienen sind grundsätzlich dadurch ausgezeichnet, dass die Weibchen in Holz bohren um darin ihre Nester anzulegen. Dieses Verhalten („carpenter bees“) findet man sonst noch bei den Gattungen Xylocopa, Ceratina und Pithitis (alle aus der Familie Apidae).
Die einheimischen Steinbienen haben eine Generation im Jahr und sind solitär. Sie fliegen im Juli und August. Die Weibchen suchen für ihr Nest abgestorbenes, hoch hartes Holz, das auch verbaut sein kann. In das Holz bohren sie mit ihren Oberkiefern Löcher mit einem Hauptgang und zwei oder drei Seitengängen, von denen jeder eine Brutzelle enthält. Die Gänge haben einen Durchmesser von ca. 5 mm. In den Brutzellen wird der Pollenproviant für die Larven eingelagert und ein Ei darauf gelegt. Die Brutzellen werden mit Holzspänen verschlossen. Alte Nester können im kommenden Jahr wieder verwendet werden. Oft nisten die Steinbienen in Aggregationen. Die einheimischen Arten sind auf Pollen von Asteraceen (Flockenblumen und Disteln) spezialisiert. Steinbienen in den USA sammeln Pollen von Kakteenblüten (Opuntia und Echinocactus).

## Einheimische Arten
- Lithurgus chrysurus Fonscolombe 1834 kommt in Deutschland, Österreich und der Schweiz vor. Männchen 11 bis 13 mm, dicht rötlich braun behaart. Weibchen 10 bis 12 mm, mit schwarz-glänzendem Hinterleib, schmalen weißen Seitenfransen, letztes Tergit orangerot behaart, Bauchbürste gelb bis rötlich.[2] Diese Art ist auch in die USA eingeschleppt.[6]
- Lithurgus cornutus (Fabricius, 1787) ist aus Ost-Österreich nachgewiesen.[1] Neuerdings wurde L. cornutus auch in Deutschland (Südhessen, Auwaldrest) gefunden.[7]

Beide Arten sind jedoch in Süd- und Osteuropa weit verbreitet.